# Get Up with It
Get Up with It è un doppio album di Miles Davis, pubblicato il 22 novembre 1974. Raggiunse l'ottava posizione nella classifica Jazz Albums statunitense.

## Il disco
Si tratta di una raccolta di brani registrati tra il 1970 e il 1974 ma all'epoca ancora inediti. Fu l'ultimo album in studio di Davis prima del suo ritiro dalle scene che sarebbe durato cinque anni, e l'ultimo che vide Teo Macero come produttore. I due brani principali dell'album, He Loved Him Madly, e Calypso Frelimo, anche se registrati nel corso di varie sedute di registrazione, sono entrambi eseguiti da un ottetto di musicisti la cui formazione differisce in solo due elementi. Le uniche composizioni registrate nel 1974 sono He Loved Him Madly, Maiysha e Mtume, mentre le altre fanno parte di sessioni di registrazioni non ancora pubblicate.

### Brani
He Loved Him Madly è un tributo in musica dedicato alla memoria di Duke Ellington, morto pochi giorni prima della registrazione. Ellington era un musicista del quale Miles Davis aveva molto rispetto.
Calypso Frelimo è un palcoscenico per la maestria tecnica di Davis alla tromba, che egli suona utilizzando una tecnica di estrazione di quasi tutti i suoni dallo strumento. La traccia ha un'atmosfera latineggiante.
Rated X è stata registrata dagli stessi musicisti che parteciparono alle sessioni di On the Corner. La tetra atmosfera di questa canzone, dove Davis suona esclusivamente l'organo elettrico, ricorda alcune opere di compositori contemporanei europei, in particolare Iannis Xenakis, Witold Lutosławski e Krzysztof Penderecki.
Honky Tonk risale al periodo delle sessioni per l'album Live-Evil, in questo pezzo Miles suona una tromba classica, non elettrificata.
Red China Blues è principalmente un blues classico. Si tratta della canzone dalla struttura più semplice sull'album.
Maiysha e Mtume furono le ultime canzoni registrate per l'album. Maiysha in qualche modo annuncia il Miles degli anni '80, chiaramente influenzato dalla musica pop. Il brano termina con un assolo di chitarra quasi hendrixiano. Mtume pone tutta l'enfasi del brano sul ritmo.
Billy Preston, registrata nel 1972 in un periodo nel quale il "sound" di Miles era piuttosto funky, è dedicata all'omonimo pianista che aveva collaborato con Davis.

### Descrizione
In Get Up with It l'artista mette in atto una nuova e imprevedibile svolta estetico-musicale, centrata sull'uso atipico e ossessivo dell'organo elettrico suonato in maniera sinistra e quasi cinematografica, e sul raddoppio delle chitarre elettriche (una di accompagnamento ed una solista). Disco anch'esso come il precedente Big Fun, caratterizzato dalla presenza di brani sparsi provenienti da diverse sessioni temporali del '72, '73, '74, nelle quali Davis spesso suona l'organo anziché la tromba (il motivo più plausibile di questo cambio di strumento sembrerebbe da imputarsi ai persistenti problemi fisici causati da un forte dolore all'anca che precludeva a Miles l'adottare una normale postura eretta necessaria per suonare la tromba). L'utilizzo prevalente dell'organo fa quindi sparire le altre tastiere, niente più Fender Rhodes e sintetizzatori. L'album è caratterizzato dall'inclusione di composizioni dalla durata molto dilatata, dove i brani arrivano a raggiungere anche i trenta minuti come nel caso di Calypso Frelimo e della malinconica He Loved Him Madly. Musicalmente, l'arrivo nella band di James Mtume (a cui è intitolato un pezzo sull'album) e Pete Cosey eliminò qualsiasi traccia residua di sensibilità europea dalla musica del gruppo, rendendola sempre più africana spostando l'enfasi sulle percussioni invece che sugli assoli dei musicisti.

## Tracce

### Versione LP
Lato A
1. He Loved Him Madly – 32:05 – 19 giugno 1974

Lato B
1. Maiysha – 14:49 – 7 ottobre 1974
2. Honky Tonk – 5:54 – 19 maggio 1970
3. Rated X – 6:49 – 6 settembre 1972

Lato C
1. Calypso Frelimo – 32:10 – 17 settembre 1973

Lato D
1. Red China Blues – 4:10 – 9 marzo 1972
2. Mtume – 15:12 – 7 ottobre 1974
3. Billy Preston – 12:35 – 8 dicembre 1972

### Versione CD
CD 1
1. He Loved Him Madly – 32:19 – 19 giugno 1974
2. Maiysha – 14:57 – 7 ottobre 1974
3. Honky Tonk – 5:58 – 19 maggio 1970
4. Rated X – 6:53 – 6 settembre 1972

CD 2
1. Calypso Frelimo – 32:13 – 17 settembre 1973
2. Red China Blues – 4:12 – 9 marzo 1972
3. Mtume – 15:13 – 7 ottobre 1974
4. Billy Preston – 12:35 – 8 dicembre 1972

## Formazione

### Tracce
He Loved Him Madly
Registrazione ai Columbia Studio E, New York City 19 o 20 giugno, 1974
- Miles Davis — tromba elettrica con Wah Wah, organo
- Dave Liebman — flauto Alto
- Pete Cosey — chitarra elettrica
- Reggie Lucas — chitarra elettrica
- Dominique Gaumont — chitarra elettrica
- Michael Henderson — basso elettrico
- Al Foster — batteria
- James Mtume — percussioni

Maiysha
Registrazione ai Columbia Studio E, New York City 7 ottobre, 1974
- Miles Davis — tromba elettrica con Wah Wah, organo
- Sonny Fortune — flauto
- Pete Cosey — chitarra elettrica
- Reggie Lucas — chitarra elettrica
- Dominique Gaumont — chitarra elettrica
- Michael Henderson — basso elettrico
- Al Foster — batteria
- James Mtume — percussioni

Honky Tonk
Registrazione ai Columbia Studio E, New York City 19 maggio, 1970
- Miles Davis — tromba
- Steve Grossman — sassofono soprano
- John McLaughlin — chitarra elettrica
- Keith Jarrett — piano elettrico
- Herbie Hancock — Clavinet
- Michael Henderson — basso elettrico
- Billy Cobham — Batteria
- Airto Moreira — percussioni

Rated X
Registrazione ai Columbia Studio E, New York City 6 settembre, 1972
- Miles Davis — organo
- Cedric Lawson — piano elettrico
- Reggie Lucas — chitarra elettrica
- Khalil Balakrishna — sitar elettrico
- Michael Henderson — basso elettrico
- Al Foster — batteria
- James Mtume — percussioni
- Badal Roy — tabla

Calypso Frelimo
Registrazione ai Columbia Studio E, New York City 17 settembre, 1973
- Miles Davis — tromba elettrica con Wah Wah, piano elettrico, organo
- Dave Liebman — flauto
- John Stubblefield — sassofono soprano
- Pete Cosey — chitarra elettrica
- Reggie Lucas — chitarra elettrica
- Michael Henderson — basso elettrico
- Al Foster — batteria
- James Mtume — percussioni

Red China Blues
Registrazione ai Columbia Studio E, New York City 9 marzo, 1972
- Miles Davis — tromba elettrica con Wah Wah
- Wally Chambers — armonica a bocca
- Cornell Dupree — chitarra elettrica
- Michael Henderson — basso elettrico
- Al Foster — batteria
- Bernard Purdie — batteria
- James Mtume — percussioni
- Wade Marcus — brass arrangement
- Billy Jackson — rhythm arrangement

Mtume
Registrazione ai Columbia Studio E, New York City 7 ottobre, 1974
- Miles Davis — tromba elettrica con Wah Wah, organo
- Pete Cosey — chitarra elettrica
- Reggie Lucas — chitarra elettrica
- Michael Henderson — basso elettrico
- Al Foster — batteria
- James Mtume — percussioni
- Sonny Fortune — flauto

Billy Preston
Registrazione ai Columbia Studio E, New York City 8 dicembre, 1972
- Miles Davis — tromba elettrica con Wah Wah
- Carlos Garnett — sassofono soprano
- Cedric Lawson — Fender Rhodes piano elettrico
- Reggie Lucas — chitarra elettrica
- Khalil Balakrishna — sitar elettrico
- Michael Henderson — basso elettrico
- Al Foster — batteria
- James Mtume — percussioni
- Badal Roy — tabla